# Loxopterygium
Loxopterygium  es un género de plantas fanerógamas con tres especies,  perteneciente a la familia de las anacardiáceas.

## Taxonomía
El género fue descrito por Joseph Dalton Hooker y publicado en Genera Plantarum 1: 419. 1862. La especie tipo es: Loxopterygium sagotii Hook.f.

## Especies
- Loxopterygium grisebachii Hieron.
- Loxopterygium huasango Spruce ex Engl.
- Loxopterygium sagotii Hook.f.